# Феличе Бурбон-Пармский
Феличе Бурбон-Пармский (итал. Felice di Borbone-Parma; 28 сентября 1893, Шварцау-ам-Штайнфельде, Нойнкирхен — 8 апреля 1970, Фишбах, Люксембург) — принц Феликс Люксембургский, муж Великой герцогини Люксембурга Шарлотты.

## Жизнь
Принц Феличе был одним из 24 детей Роберта I, смещённого герцога Пармского. Его матерью была вторая жена Роберта — Мария Антония Португальская; его старшей сестрой была Цита Бурбон-Пармская, последняя императрица Австрии. Из 12 детей Роберта от первого брака трое умерли в младенчестве, шестеро были слабоумными, и только трое вступили в брак. После смерти Роберта в 1907 году Великий маршал Австрийского суда объявил шестерых детей от его первого брака юридически недееспособными, и титул унаследовал Элия Бурбон-Пармский, единственный дееспособный сын Роберта от первого брака, он же стал и опекуном своих шестерых слабоумных родственников. Сикст и Ксавье — сыновья Антонии — попытались оспорить это решение, но французские суды согласились с правами Элиаса, в результате чего перспективы Феличе смотрелись весьма скромными.
5 ноября 1919 года получил Люксембургское гражданство и титул Принца Люксембургского
6 ноября 1919 года Феличе женился в Люксембурге на Шарлотте, став за день до этого благодаря декрету Великого герцога Принцем Люксембургским. В отличие от многих других европейских консортов, Феличе не стал ни брать династическое имя своей жены (Нассауская), ни отказываться от собственного титула «Принц Бурбон-Пармский». Таким образом, с восшествием на престол его сына, Великого герцога Жана, в Люксембурге сменилась правящая династия — с Нассауской, к которой принадлежала Великая герцогиня Шарлотта, на Бурбон-Пармскую.
Феликс был лейтенантом, а затем капитаном австрийских драгунов, но в ноябре 1918 года ушёл с этого поста. В 1923—1932 и 1947—1969 он был президентом Люксембургского Красного Креста. В 1920-х он был полковником отряда люксембургских добровольцев, а с 17 июля 1945 года по 1967 год — главнокомандующим и генерал-инспектором армии Люксембурга.
C 23 января 1937 года по 16 ноября 1945 года, с 14 декабря 1945 года по 25 апреля 1951 года — член Государственного совета Великого герцогства Люксембург.

## Дети
- Жан (1921—2019), женился на Жозефине Шарлотте Бельгийской, 5 детей;
- Елизавета (1922—2011), замужем за Францем фон Гогенберг, внуком трагически погибших эрцгерцога Франца Фердинанда и его супруги герцогини Софии фон Гогенберг, 2 детей;
- Мария Аделаида (1924—2007), замужем за Карлом Жозефом Хенкель фон Доннерсмарк, 4 детей;
- Мария Габриэлла (1925—2023), замужем за Кнудом фон Гольштейн-Ледреборг, 7 детей;
- Карл (1927—1977), женат на  Джоан Дуглас Диллон, 2 детей;
- Аликс (1929—2019), супруга Антуана, 13-го принца де Линь (1925—2005), 7 детей.